# 小行星5111
小行星5111（英語：5111 Jacliff）是一颗围绕太阳公转的小行星。1987年9月29日，愛德華·鮑威爾在可可尼诺县发现了此天体。
这颗小行星的绝对星等为99.74314188050471等。